# Кормчие
«Кормчие» (др.-греч. Κυβερνῆται) — комедия древнегреческого драматурга Менандра (IV—III века до н. э.), от которой сохранился только ряд фрагментов в виде цитат у других античных авторов. Сцена из третьего действия пьесы изображена на митиленской мозаике: женщина стоит на коленях перед молодым человеком и стариком, которые обращаются к ней с осуждающим жестом. Голубое поле под ногами персонажей может указывать на морской берег как место действия.
Исследователям остаётся только гадать о сюжете пьесы. Возможно, завязкой здесь служило кораблекрушение.